# Maison du Danemark
 (janvier 2017).
Si vous disposez d'ouvrages ou d'articles de référence ou si vous connaissez des sites web de qualité traitant du thème abordé ici, merci de compléter l'article en donnant les références utiles à sa vérifiabilité et en les liant à la section « Notes et références ».
La Maison du Danemark est un institut culturel promouvant le Danemark à Paris. Il est inauguré en 1955 au 142 avenue des Champs-Élysées, dans le 8e arrondissement.

## Le bâtiment
Au XIXe siècle, à l’emplacement de la Maison du Danemark, se trouvait un parc d’attractions, le jardin Beaujon, célèbre pour ses feux d’artifice et vols en montgolfière. Au début du XXe siècle fut édifié à cet emplacement un hôtel particulier de quatre étages, l'hôtel Subiran, constitué d'une maison principale donnant sur les Champs-Élysées, une grande cour intérieure et deux pavillons donnant sur la rue Lord-Byron.

### Construction
L'idée de fonder une maison danoise à l'étranger naît à l'occasion de l'exposition universelle de Bruxelles en 1935. L’architecte Tyge Hvass (da) participe à cette exposition avec ses pavillons danois.
L'État danois acquiert le terrain en 1948, démolit l'hôtel Subiran à l'initiative de Johannes Kjærbøl, ministre danois du Logement, et fait construire la Maison du Danemark dans le but de promouvoir l'industrie, l'agriculture et la culture danoises. La première pierre est posée le 23 septembre 1952 par Erik Eriksen, Premier ministre danois, en présence de Robert Schumann, ministre français des Affaires étrangères, et de la fanfare de la garde de Tivoli. Une partie des fonds pour la construction de la nouvelle Maison est recueillie à l'occasion d'une exposition franco-danoise à Copenhague en 1950, ainsi que par une loterie de la colonie danoise en France. Le coût total de la Maison revient à 6,7 millions de couronnes danoises.
La Maison du Danemark est inaugurée le 23 avril 1955 en présence du roi Frédéric IX et de la reine Ingrid, du Premier ministre danois Hans Christian Hansen, du président de la République française René Coty, du président du Conseil Edgar Faure, du futur grand couturier Erik Mortensen et du sculpteur Robert Jacobsen.
Sur le même terrain est construit l'Église danoise de Paris, paroisse de l'Église luthérienne nationale. Son entrée donne sur la rue parallèle, au 17 rue Lord-Byron.

### Rénovations

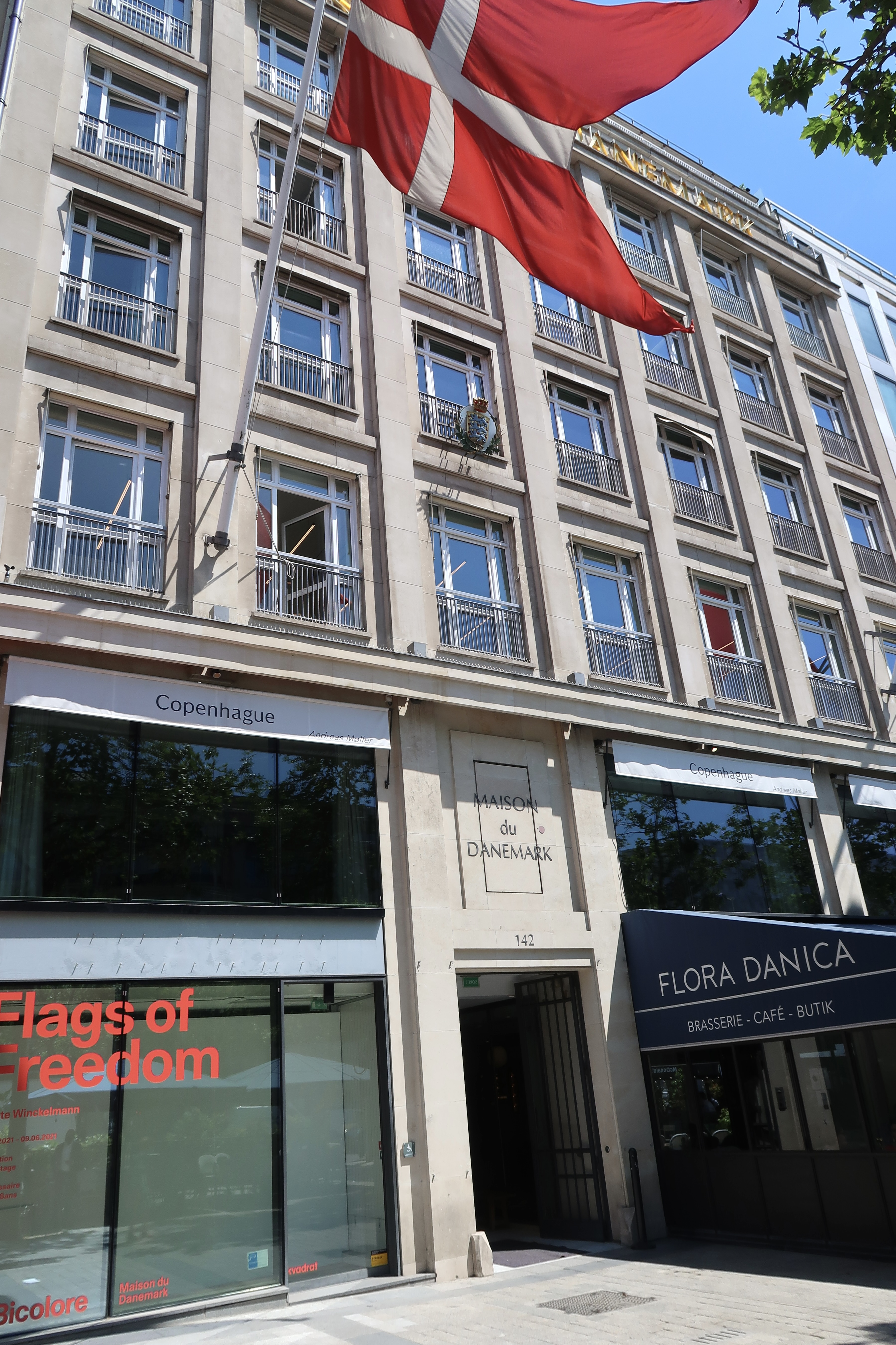
Entrée.

En 1999, décision est prise de rénover la Maison et de modifier la façade. La Maison comprendra le restaurant Copenhague, le restaurant / boutique Flora Danica, une salle polyvalente, un showroom Bang & Olufsen ainsi que des bureaux et un appartement. Les architectes du projet sont Susanne Kongsted et Søren Eriksen. Débutés en février 2001, les travaux se terminent en décembre de la même année.
En février 2002 a lieu l'inauguration de la « nouvelle » Maison du Danemark en présence de la reine du Danemark Margrethe II, du prince consort Henri de Laborde de Monpezat, du maire de Paris Bertrand Delanoë et du ministre français de l'Éducation nationale Jack Lang.

## Fonctionnement

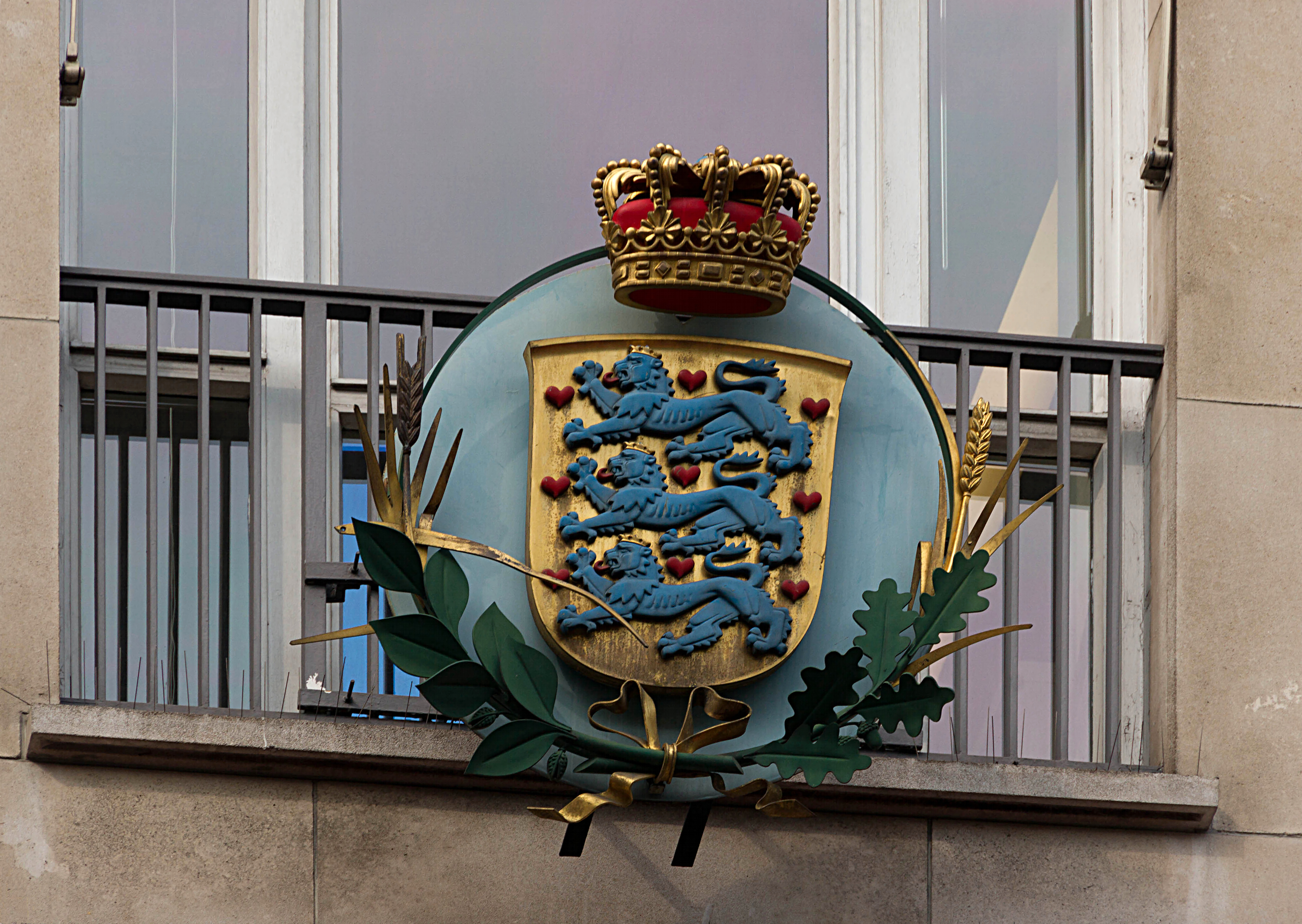
Armoiries du Danemark.

Émanation du Royaume de Danemark, la Maison du Danemark est une «  personne juridique d'administration spécifique », instituée par le ministère danois des affaires étrangères. Elle est gérée par un conseil d'administration nommé par le ministre danois des Affaires étrangères. Depuis 2022, le conseil d’administration est présidé par Lars Liebst. La direction de la Maison du Danemark est assurée par Torben Nielsen jusqu’en 2024 puis par Helene Hanum Lanza depuis le 1er mars 2024.
Le fonctionnement de la maison est financé par les revenus locatifs des entreprises qui occupent certains étages du bâtiment. Ces revenus, combinés à ceux générés par la location de salles pour divers événements et conférences, permettent de couvrir les frais d’exploitation de la maison.

## Mission et activités
Le but de la Maison du Danemark est de « contribuer à montrer et à promouvoir toutes les spécificités du Danemark en matière de culture, de vie économique et d'autres aspects de la civilisation danoise, aussi bien par rapport à la France que vis-à-vis de personnes en visite à Paris ».
La promotion de la culture, de l’industrie et du mode de vie danois passe par l’organisation d'événements : expositions, conférences, lectures, concerts, showroom de design, etc.
Le Bicolore, situé au deuxième étage du bâtiment, est un espace dédié à l’art contemporain danois. Le lieu organise des expositions, concerts, rencontres et conférences. La programmation du lieu est assurée par le conseiller culturel de l’ambassade du Danemark en France et son service culture et presse. 
Le restaurant d’inspiration nordique Flora Danica (Groupe Bertrand) et la boutique du joaillier danois Pandora occupent les espaces du rez-de-chaussée donnant directement sur les Champs-Élysées.